# Camille Vidart

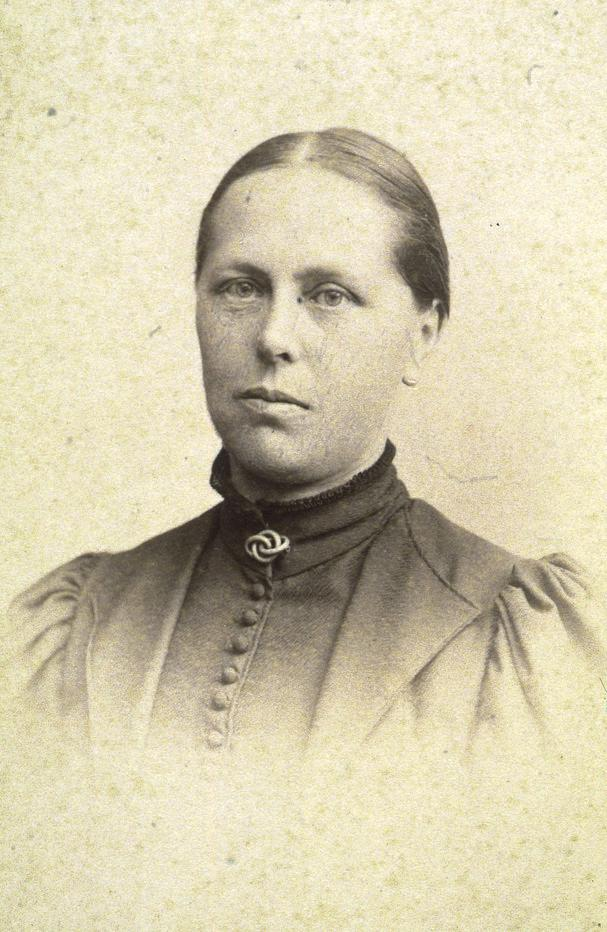
Camille Vidart

Camille Vidart (* 14. Februar 1854 in Divonne-les-Bains (Pays de Gex); † 28. Juni 1930 in Genf) war eine französisch-schweizerische Gymnasiallehrerin und Frauenrechtlerin.

## Leben
Camille Vidart war eine Tochter von Alphonse Vidart, Arzt, und Jean-Louise Vaucher. Sie verbrachte ihre Kindheit bei einer Tante in Genf. Anschliessend absolvierte sie eine Ausbildung zur Sprachlehrerin an der Universität Lyon. Vidart unterrichtete ab 1875 in Genf. Ab 1880 war sie Lehrerin an der Höheren Töchterschule in Zürich, wo sie Johanna Spyris Heidi ins Französische übersetzte. Von 1884 bis 1886 lehrte sie an der École Vinet in Lausanne.
Nach ihrer Rückkehr nach Genf schloss sich Vidart der Fédération abolitionniste internationale an. Im Jahr 1891 trat sie der fortschrittlichen Union des femmes de Genève bei, wurde 1892 zur Vizepräsidentin gewählt und amtierte von 1898 bis 1902 als Präsidentin. 1896 organisierte sie den 1. Kongress für Fraueninteressen, der anlässlich der Landesausstellung in Genf stattfand. In den folgenden Jahren bemühte sich Vidart intensiv um den Zusammenschluss der schweizerischen Frauenvereine in einen Dachverband. Gemeinsam mit den Präsidentinnen der progressiven Frauenorganisationen der deutschen und französischen Schweiz ergriff sie 1899 die Initiative zur Gründung des Bundes Schweizerischer Frauenvereine. Bis 1908 wirkte Vidart in dessen Vorstand mit. Von 1899 bis 1904 war sie zudem Sekretärin des Internationalen Frauenbunds.
Als Pionierin im Kampf um die politische Gleichberechtigung war Vidart schon früh im Weltbund für das Frauenstimmrecht engagiert. Sie rief 1907 mit August de Morsier die Association genevoise pour le suffrage féminin ins Leben und beteiligte sich 1909 an der Gründung des Schweizerischen Verbands für Frauenstimmrecht. Nach dem Ausbruch des Ersten Weltkriegs trat sie als überzeugte Pazifistin dem Frauenweltbund zur Förderung internationaler Eintracht und der Internationalen Frauenliga für Frieden und Freiheit bei. Neben ihrer feministischen Tätigkeit eröffnete Vidart 1910 eine Gaststätte für Arbeiterinnen und ein Büro für Arbeitsnachweis. Sie kämpfte stets für soziale Gerechtigkeit und arbeitete bei diversen sozialreformerischen Zeitschriften mit.